# Alexandru Odobescu (okręg Călărași)
Alexandru Odobescu – wieś w Rumunii, w okręgu Călărași, w gminie Alexandru Odobescu. W 2011 roku liczyła 1066 mieszkańców.